# Fédération du Monténégro de basket-ball
La Fédération du Monténégro de basket-ball ou KSCG, (Кошаркашки Савез Црне Горе, КСЦГ en monténégrin) est une association, fondée en 1948, chargée d'organiser, de diriger et de développer le basket-ball au Monténégro.
À la suite de l'éclatement du pays, l'équipe de Yougoslavie est dissoute en 1992. Deux ans après, en 1994, une nouvelle équipe uniquement composée de joueurs serbes et monténégrins voit le jour, l'équipe de la République fédérale de Yougoslavie qui prendra le nom d'équipe de Serbie-et-Monténégro en février 2003. La fédération nationale du Monténégro est née de la dissolution de la fédération de Serbie-et-Monténégro qui l'a précédée. Le 27 août 2006, la Fédération du Monténégro rejoint la FIBA après la déclaration d'indépendance du pays le 3 juin 2006.
La KSCG représente le basket-ball auprès des pouvoirs publics ainsi qu'auprès des organismes sportifs nationaux et internationaux et, à ce titre, le Monténégro dans les compétitions internationales. Elle défend également les intérêts moraux et matériels du basket-ball monténégrin. Elle est affiliée à la FIBA depuis 2006, ainsi qu'à la FIBA Europe.